# Élections législatives arubaines de 2021
Les élections législatives arubaines de 2021 se déroulent le 25 juin 2021 afin de renouveler les membres du parlement d'Aruba, l'un des États constitutifs du royaume des Pays-Bas.
Initialement prévues pour septembre, les élections sont convoquées de manière anticipée à la suite d'une affaire de détournement de fonds publics ayant conduit fin mars à la chute du gouvernement.
Le scrutin voit arriver en tête le Mouvement électoral du peuple de la Ministre-présidente Evelyn Wever-Croes.

## Contexte

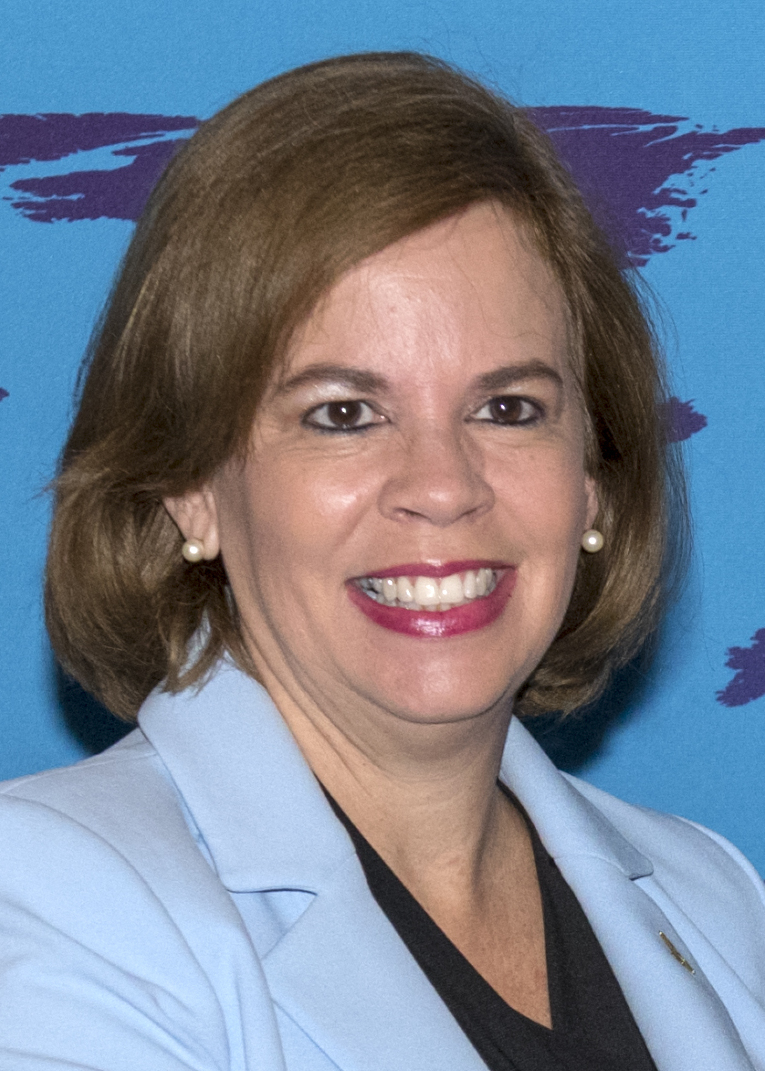
Evelyn Wever-Croes

Les élections de septembre 2017 sont marquées par le recul du Parti populaire arubais (AVP) au pouvoir, qui perd la majorité absolue malgré sa première place. Aucun parti n'étant en mesure de gouverner seul, la formation d'une coalition s'avère nécessaire pour la première fois à Aruba depuis seize ans avec la chute du gouvernement AVP-OLA en 2001. En conséquence, Mike Eman annonce son départ de la direction de l'AVP. 
Evelyn Wever-Croes devient Ministre-présidente d'un gouvernement regroupant les partis Mouvement électoral du peuple (MEP), Peuple fier et respecté (POR) et Réseau électoral démocratique (RED) le 17 novembre 2017, ce qui fait d'elle la première femme Ministre-président d'Aruba depuis la création de ce poste avec l'autonomie de l'île en 1986.
Dépendante du tourisme, l'île est surement touchée par les conséquences économiques de la pandémie de Covid-19, qui interrompt courant 2020 les flux mondiaux de touristes. L'économique d'Aruba connait alors une contraction de 25 % de son économie, ce qui amène le gouvernement à mettre en œuvre un plan de relance d'un montant équivalent à 13 % du PIB de l'île
Une affaire de détournement de fonds publics éclate cependant le 31 mars 2021 lorsqu'une enquête est ouverte pour ce motif à l'encontre de membres du parti Peuple fier et respecté, entrainant la chute du gouvernement. Le jour même, Evelyn Wever-Croes procède à la dissolution du parlement et convoque des élections anticipées pour le 25 juin, trois mois avant la date prévue,.

## Système politique et électoral
L'île d'Aruba est une île néerlandaise des caraïbes organisée sous la forme d'une monarchie parlementaire. L'île forme un État du Royaume des Pays-Bas à part entière depuis qu'elle s'est séparée des Antilles néerlandaises en 1986. Le roi Guillaume-Alexandre en est nominalement le chef de l'État et y est représenté par un gouverneur.
Le parlement est monocaméral. Son unique chambre, appelée États d'Aruba, est composée de 21 députés élus pour 4 ans selon un mode de scrutin proportionnel plurinominal dans une unique circonscription. Les États d'Aruba nomment le Ministre-président et les sept membres du Conseil des ministres qu'il dirige. Ce même Ministre-président propose au souverain un gouverneur d'Aruba, représentant de la couronne nommé pour six ans.

## Résultats
|                        |                                                        |        |       |      |        |               |  |  |  |
| Partis                 | Partis                                                 | Voix   | %     | +/-  | Sièges | +/-           |  |  |  |
|                        | Mouvement électoral du peuple (MEP)                    | 20 700 | 35,32 | 2,29 | 9      | en stagnation |  |  |  |
|                        | Parti populaire arubais (AVP)                          | 18 335 | 31,28 | 8,58 | 7      | 2             |  |  |  |
|                        | RAIZ                                                   | 5 474  | 9,34  | 5,75 | 2      | 2             |  |  |  |
|                        | Mouvement Aruba souveraine (MAS)                       | 4 681  | 7,99  | 7,50 | 2      | 2             |  |  |  |
|                        | Action 21                                              | 3 410  | 5,82  | Nv   | 1      | 1             |  |  |  |
|                        | Parti patriotique arubain (PPA)                        | 1 809  | 3,09  | -    | 0      | en stagnation |  |  |  |
|                        | Réseau électoral démocratique (RED)                    | 1 784  | 3,04  | 4,06 | 0      | 1             |  |  |  |
|                        | Peuple fier et respecté (POR)                          | 661    | 1,13  | 8,30 | 0      | 2             |  |  |  |
|                        | Union patriotique progressiste (UPP)                   | 621    | 1,06  | -    | 0      | en stagnation |  |  |  |
|                        | Pueblo Prome (PP)                                      | 574    | 0,98  | Nv   | 0      | en stagnation |  |  |  |
|                        | Chrétiens unis renforçant le potentiel d'Aruba (CURPA) | 312    | 0,53  | 0,27 | 0      | en stagnation |  |  |  |
|                        | Hubentud Treciendo Cambio (HTC)                        | 249    | 0,42  | Nv   | 0      | en stagnation |  |  |  |
|                        |                                                        |        |       |      |        |               |  |  |  |
| Suffrages exprimés     | Suffrages exprimés                                     | 58 610 | 98,50 |      |        |               |  |  |  |
| Votes blancs et nuls   | Votes blancs et nuls                                   | 890    | 1,50  |      |        |               |  |  |  |
| Total                  | Total                                                  | 59 500 | 100   | -    | 21     | en stagnation |  |  |  |
| Abstention             | Abstention                                             | 10 783 | 15,34 |      |        |               |  |  |  |
| Inscrits/Participation | Inscrits/Participation                                 | 70 283 | 84,66 |      |        |               |  |  |  |

## Conséquences

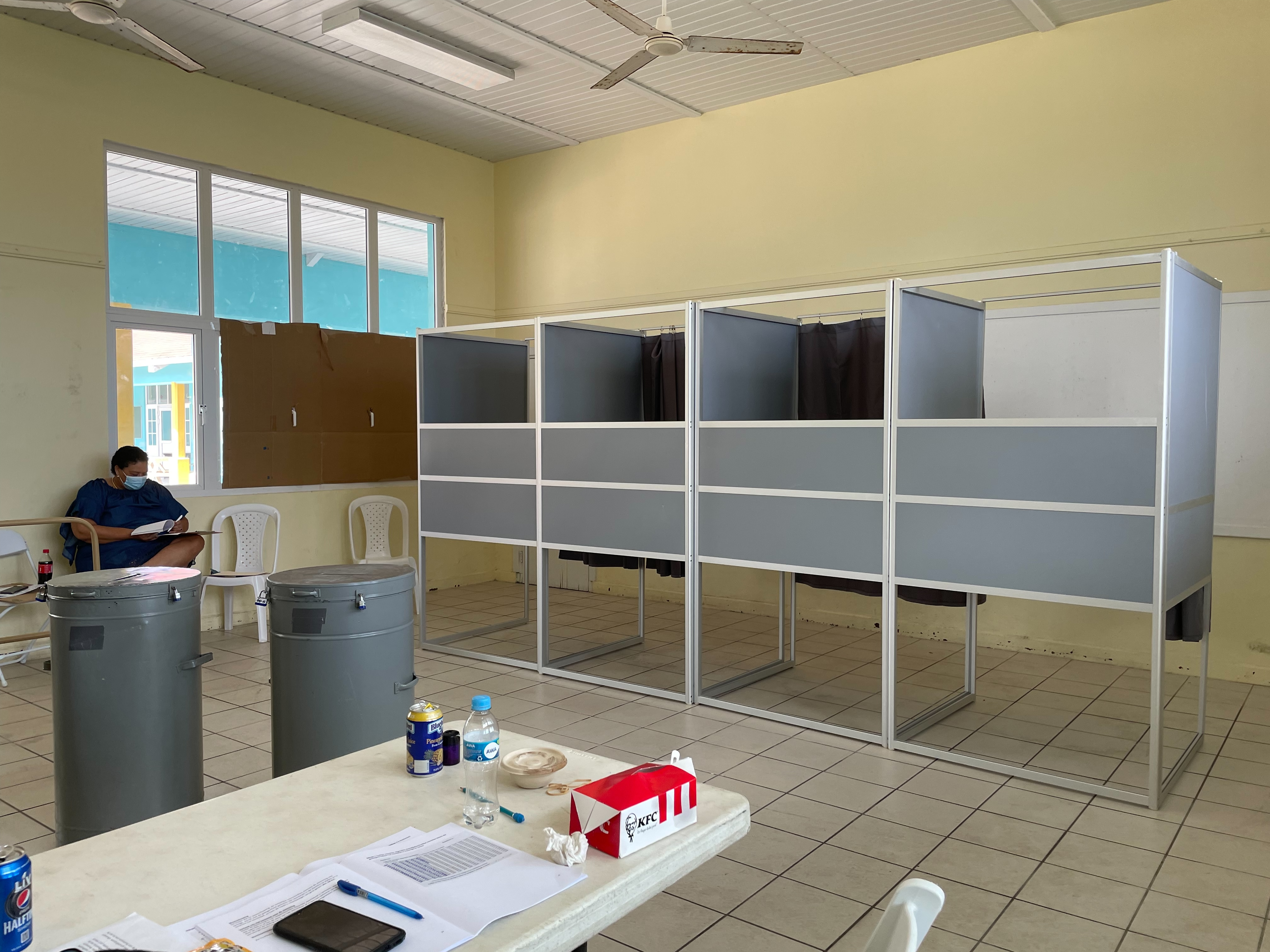
Bureau de vote à Sint Nicolaas.

Le Mouvement électoral du peuple (MEP) de la ministre-présidente Evelyn Wever-Croes arrive en tête des suffrages, dépassant cette fois ci le Parti populaire arubais (AVP). À l'opposé, ses partenaires de coalition, le Réseau électoral démocratique ainsi que Peuple fier et respecté subissent une défaite électorale et perdent toute représentation au parlement. 
Trois autres formations, le RAIZ, le Mouvement Aruba souveraine (MAS) et le nouvellement créé Action 21 obtiennent quant à eux des sièges pour la première fois de leur histoire. Le MEP et l'AVP ayant exclus toute coalition entre eux, ces trois formations particulièrement opposées au bipartisme se retrouvent en position de faiseur de rois, et annoncent leur intention de travailler ensemble afin d'obtenir du MAS ou du MEP un gouvernement de coalition qui puisse satisfaire au maximum leurs programmes,.
Le gouverneur Alfonso Boekhoudt entame dès le 28 juin une série de consultation en vue de la formation d'un nouveau gouvernement. Celle ci est néanmoins retardé par la demande, en vain, d'un recompte des voix de la part de l'AVP, ce dernier ayant échoué de quelques douzaines de voix seulement à obtenir un siège supplémentaire tandis que près d'un millier de suffrages ont été comptés comme blancs ou nuls.
La session inaugurale de la nouvelle législature organisée le 8 juillet voit le MEP et le RAIZ annoncer dans la foulée la conclusion d'un accord en vue d'une coalition,. Le contenu de l'accord qui détaille en onze points les sujets d'entente des deux partis sur un programme commun fait néanmoins l'objet d’âpres discussions avant d'être finalement signé le 23 août. Le sujet de l'intégrité et de la bonne gouvernance y figure notamment en tête. Le gouvernement de coalition présenté quatre jours plus tard au gouverneur Alfonso Boekhoudt comporte six ministres du MEP et deux du RAIZ, et voit Evelyn Wever-Croes maintenue au poste de ministre-présidente.